# Brussels Indoor 1981
Il Brussels Indoor 1981 è stato un torneo di tennis giocato sintetico indoor. È stata la 2ª edizione del Brussels Indoor, che fa parte del Volvo Grand Prix 1981. Si è giocato a Bruxelles in Belgio dal 9 al 15 marzo 1981.

## Campioni

### Singolare maschile
Jimmy Connors ha battuto in finale  Brian Gottfried con il punteggio di 6–2, 6–4, 6–3

### Doppio maschile
Sandy Mayer /  Frew McMillan hanno battuto in finale  Kevin Curren /  Steve Denton con il punteggio di 4–6, 6–3, 6–3